# Bracca maculosa
Bracca maculosa là một loài bướm đêm trong họ Geometridae.

## Hình ảnh

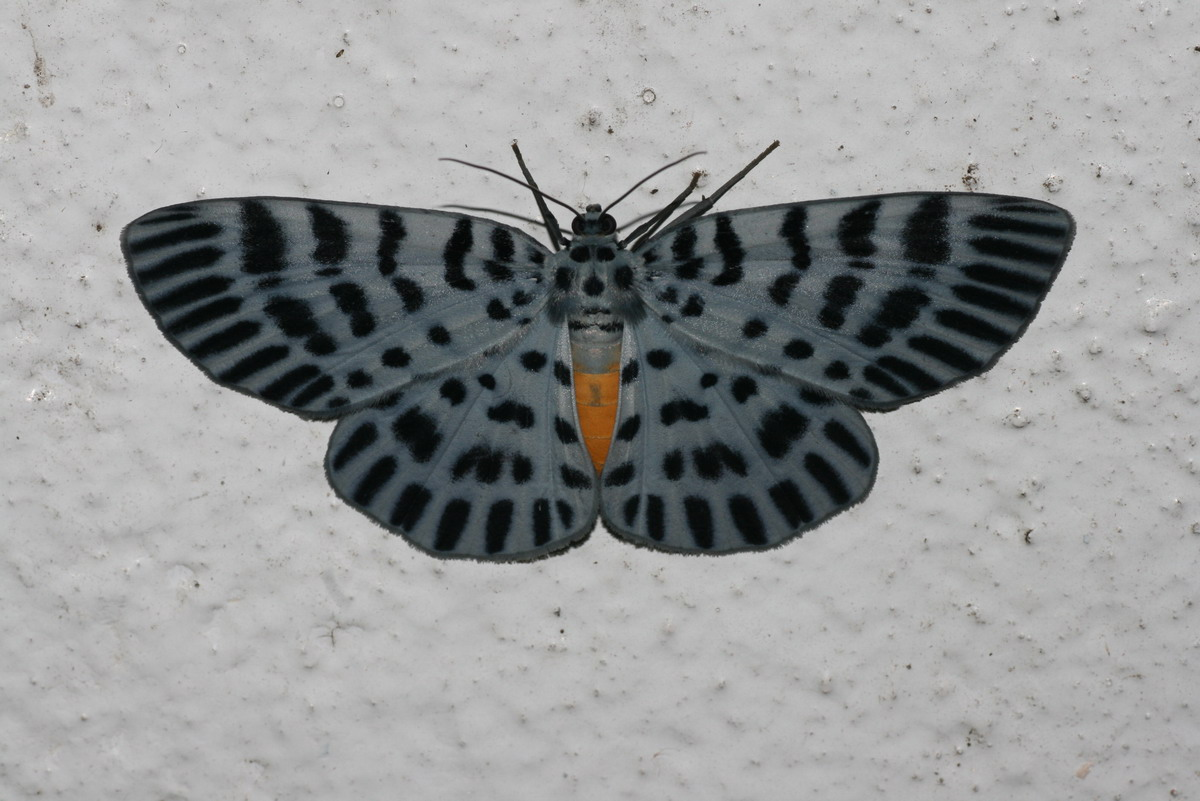